# Hylonycteris underwoodi
Hylonycteris underwoodi är en fladdermusart som beskrevs av Thomas 1903. Hylonycteris underwoodi är ensam i släktet Hylonycteris som ingår i familjen bladnäsor. IUCN kategoriserar arten globalt som livskraftig.
Inga underarter finns listade i Catalogue of Life. Wilson & Reeder (2005) skiljer mellan två underarter.
Det vetenskapliga släktnamnet Hylonycteris är grekiska och betyder skogsfladdermus. Artepitet hedrar C. F. Underwood som fångade den individ som användes för artens beskrivning (holotyp).

## Utseende
Arten har nästan samma kroppsbyggnad som medlemmarna av släktena Choeronycteris och Choeroniscus men Hylonycteris underwoodi har en avvikande konstruktion av skallen. Den når en kroppslängd (huvud och bål) av 49 till 72 mm, en svanslängd av 6 till 11 mm och en vikt av 6 till 7 g. Underarmarna är 31 till 36 mm långa. Pälsens färg på ovansidan varierar mellan gråbrun och mörkbrun, undersidan är vanligen ljusare. Liksom närbesläktade arter har Hylonycteris underwoodi en lång tunga med papiller. Den saknar de nedre framtänderna och har tre molarer på varje sida i under- och överkäken.

## Utbredning och habitat
Denna fladdermus förekommer från centrala Mexiko till Panama men den saknas mellan centrala Honduras och centrala Nicaragua. Arten vistas i låglandet och i bergstrakter upp till 2600 meter över havet. Habitatet utgörs främst av tropiska städsegröna skogar och dessutom besöks lövfällande skogar.

## Ekologi
Individerna äter främst nektar och pollen samt några frukter och insekter. De vilar i grottor, tunnlar och bergssprickor eller i andra naturliga gömställen. Vid viloplatsen bildas mindre flockar med upp till åtta medlemmar. Honor föder en unge per kull.